# Business & Café
A Business & Café magyar blog, internetes médiafelület, üzleti magazin.

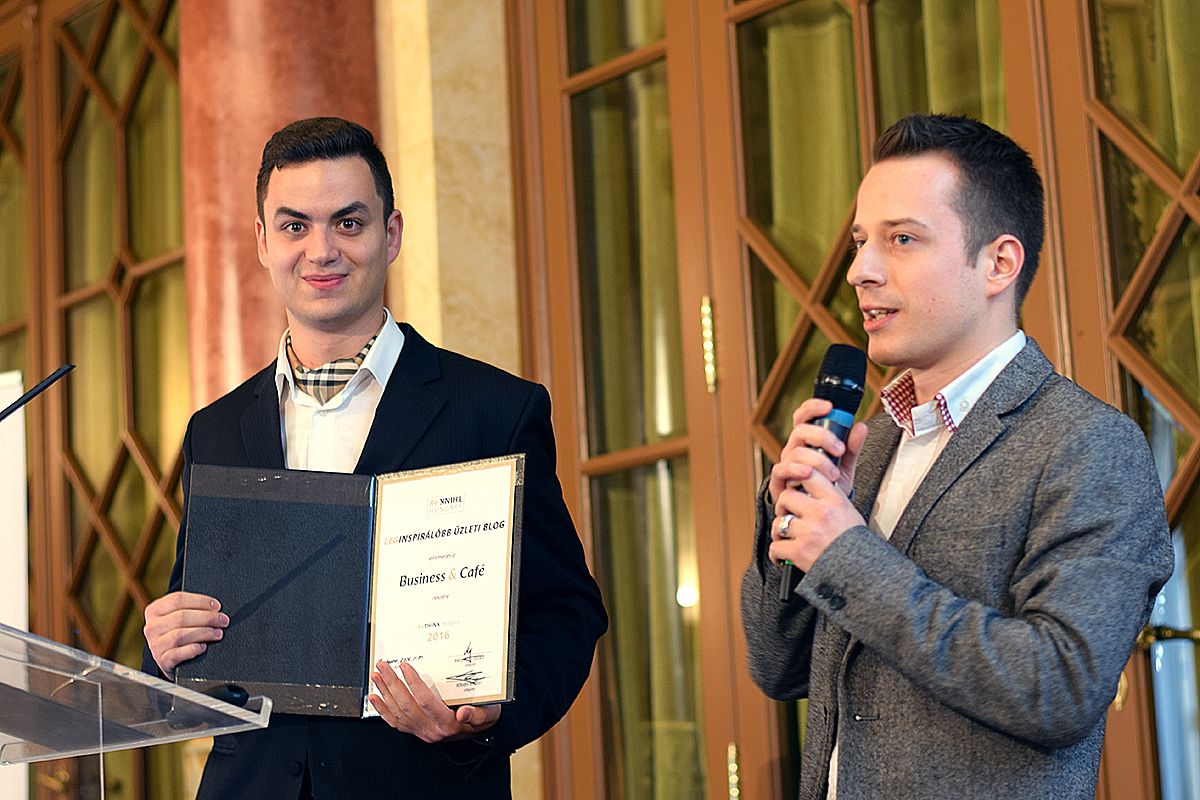
Business & Café

## Alapítás
A Business & Cafét 2014 augusztusában indította útjára Tóth Patrik, amikor is rövid időn belül írásait elkezdte átvenni az index.hu, valamint a HVG, az egyelőre még designnal is alig rendelkező oldalnak. Internetes vállalkozóként meglátta a potenciált az oldalban, így társul hívta gyermekkori barátját, Battay Mátét, aki először vonakodva, de elfogadta az ajánlatot. Máté előadásaiban azóta is emlegeti, mennyire jó döntést hozott.

## Misszió
A Business & Café célja, hogy inspirálja, tájékoztassa, és segítse a vállalkozó szelleműeket, illetve azokat, akik sikeresek akarnak lenni.

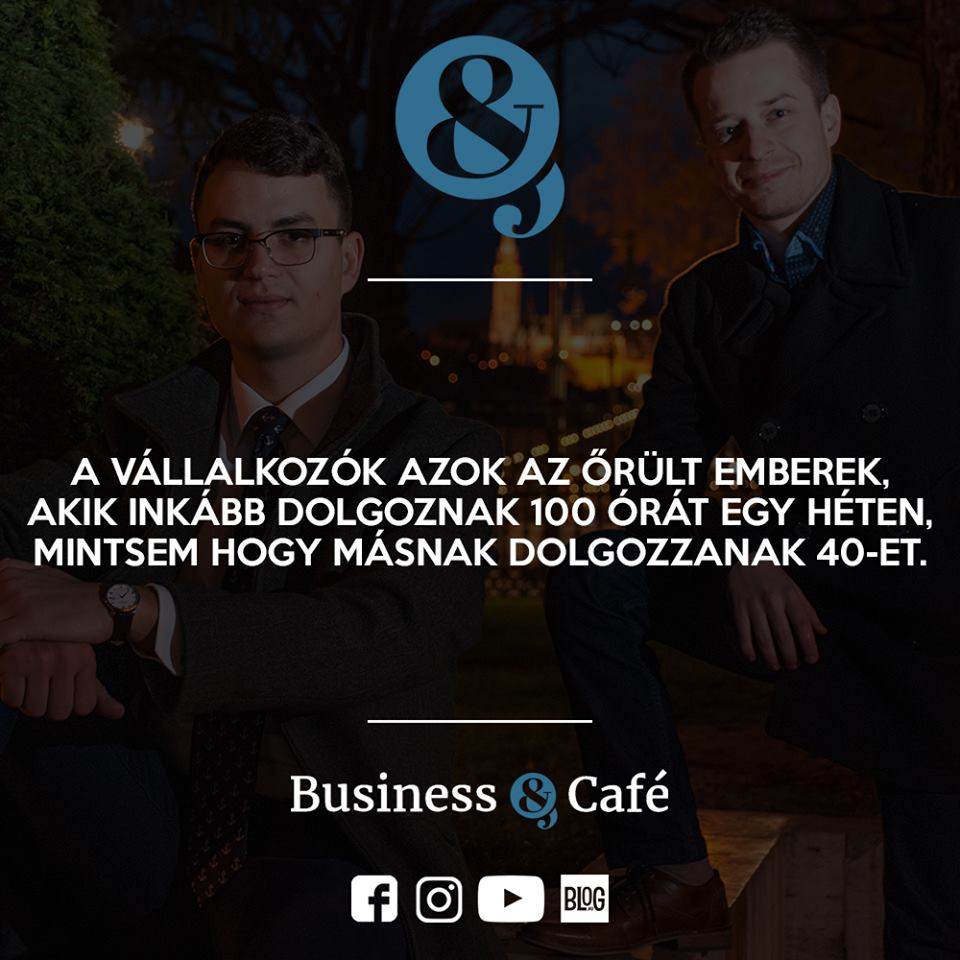

## Sajtó
Az index.hu-n is feltűnt cikk 2016 novemberében a legbefolyásosabb magyar bloggereknek titulálta őket , kiterjedt üzleti és közszereplői kapcsolati hálójuk miatt. Az UKKSZ vállalkozói szövetség a Vállalkozz Itthon Projekt keretén belül a legsikeresebb magyar bloggerekként nevezte meg őket.

## Tartalom
A napi rendszerességgel megjelenő anyagaik széleskörűek, leginkább vállalkozásfejlesztésről, önfejlesztésről, pozitív életmódról, és stílusról szólnak. A kezdetben csak heti egyszer megjelenő "Hétfői motivátor" képi idézetes facebook tartalom már napi rendszerességgel jelentkezik a cikkek mellett. 2016-ban már videó formátumban is elérhetőek a YouTube-on. 
A Facebook oldalukon hetente több alkalommal is jelentkeznek élő közvetítésekkel, amelyekben vállalkozással kapcsolatos olvasói kérdésekre válaszolnak, vagy interjúkat készítenek hírességekkel, milliárdos cégek vezetőivel.

## Elismerések
- Leginnovatívabb üzleti médiafelület, 2015
- Leginspirálóbb üzleti blog, 2016
- Az év médiaprojektje, 2017

## Blogból Zrt.
A Business and Café sikere a vállalkozások figyelmét is felkeltette. Az alapítók olyan sok megkeresést kaptak, hogy a külső munkákat egy önálló ügynökségbe szervezték. Így jött létre a Golden Brothers Zártkörűen Működő Részvénytársaság, amely az első olyan médiacég, amely egy blogból tudott részvénytársasággá alakulni.
 Archiválva 2017. november 14-i dátummal a Wayback Machine-ben